# 浓河镇
浓河镇是中国黑龙江省哈尔滨市通河县下辖的一个镇，位于通河县西部，松花江中游北岸。